# Championnat de Tunisie masculin de volley-ball 2008-2009
Navigation
Saison précédente Saison suivante
Le championnat de Tunisie masculin de volley-ball 2008-2009 est la 54e édition à se tenir depuis 1956. Il est disputé par les dix meilleurs clubs en deux phases : une première phase de classement en aller et retour et une deuxième de play-off et play-out en aller et retour avec respectivement quatre clubs disputant des matchs à élimination et six clubs répartis en deux poules en vue des matchs de barrages.
Le Club sportif sfaxien revient au premier plan en remportant le championnat et la coupe de Tunisie aux dépens respectivement de l'Étoile sportive du Sahel et de l'Espérance sportive de Tunis. Dirigée par Mohamed Ben Mustapha (alias Kerkeni) et renforcée par Marouene Fehri, l'équipe compte aussi Samir Sellami, Mohamed Trabelsi, Hakim Zouari, Ismail Mâalla, Bilel Ben Hassine, Hosni Karamosli, Slim Masmoudi, Anouer Taouerghi, Oussama Mehiri, Brahim Besbes et Milutin Stojkovic (avec pour remplaçants Ahmed Ghayaza, Achref Ben Hlima et Mehdi Bennour).
Le Club sportif de Hammam Lif est relégué alors que le Tunis Air Club retrouve l'élite un an après sa relégation.

## Division nationale A

### Première phase
Les quatre premiers jouent le play-off et les six autres disputent le play-out.
| Rang | Équipe                                | Points | Matchs | Victoires à 3 pts | Victoires à 2 pts | Défaites à 1 pt | Défaites à 0 pt | Sets pour | Sets contre |
| 1    | Club sportif sfaxien                  | 48     | 18     | 16                | 0                 | 0               | 2               | 49        | 11          |
| 2    | Espérance sportive de Tunis           | 43     | 18     | 13                | 2                 | 0               | 3               | 47        | 16          |
| 3    | Étoile sportive du Sahel              | 40     | 18     | 12                | 1                 | 2               | 3               | 44        | 19          |
| 4    | Club olympique de Kélibia             | 34     | 18     | 11                | 0                 | 1               | 6               | 37        | 24          |
| 5    | Saydia Sports                         | 34     | 18     | 9                 | 3                 | 1               | 5               | 40        | 30          |
| 6    | Union sportive de Carthage            | 21     | 18     | 6                 | 0                 | 3               | 9               | 27        | 40          |
| 7    | Aigle sportif d'El Haouaria           | 20     | 18     | 4                 | 3                 | 2               | 9               | 29        | 40          |
| 8    | Union sportive des transports de Sfax | 16     | 18     | 4                 | 2                 | 0               | 12              | 23        | 42          |
| 9    | Club sportif de Hammam Lif            | 7      | 18     | 2                 | 0                 | 1               | 15              | 10        | 50          |
| 10   | Avenir sportif de La Marsa            | 6      | 18     | 1                 | 1                 | 2               | 14 (1P)         | 16        | 50          |

### Phase finale et attribution du titre
|  | Demi-finales   | Demi-finales | Demi-finales | Demi-finales | Demi-finales |  |          | Finale                 | Finale | Finale | Finale | Finale |
|  |                |              |              |              |              |  |          |                        |        |        |        |        |
|  |                |              |              |              |              |  |          |                        |        |        |        |        |
|  | (1) CS Sfax    | 2            | 3            | 2            | 3            |  |          |                        |        |        |        |        |
|  | (4) CO Kélibia | 1            | 2            | 3            | 1            |  |          |                        |        |        |        |        |
|  |                |              |              |              |              |  |          |                        |        |        |        |        |
|  |                |              |              |              |              |  | CS Sfax  | 2                      | 3      | 3      |        |        |
|  |                | ES Sahel     | 0            | 1            | 0            |  |          |                        |        |        |        |        |
|  |                |              |              |              |              |  |          |                        |        |        |        |        |
|  |                |              |              |              |              |  |          | Match pour la 3e place |        |        |        |        |
|  |                |              |              |              |              |  |          |                        |        |        |        |        |
|  | (2) ES Tunis   | 1            | 3            | 1            | 2            |  | ES Tunis | 2                      | 3      | 3      |        |        |
|  | (3) ES Sahel   | 2            | 0            | 3            | 3            |  |          | CO Kélibia             | 0      | 1      | 0      |        |

|  | Suivi de la série. |

|  | Score de l'équipe recevante. |

|  | Score de l'équipe en déplacement. |

### Play-out
Les six clubs sont répartis en deux poules de trois clubs qui disputent des matchs en aller simple. Le premier de chaque poule se maintient et les autres jouent pour le classement.

#### Poule A
- 1er : Saydia Sports : 6 points
- 2e : Union sportive des transports de Sfax : 3 points
- 3e : Club sportif de Hammam Lif : 0 point

#### Poule B
- 1er : Union sportive de Carthage : 5 points
- 2e : Aigle sportif d'El Haouaria : 3 points
- 3e : Avenir sportif de La Marsa : 1 point

#### Matchs de classement
Saydia Sports et l'Union sportive de Carthage assurent leur maintien. L'Aigle sportif d'El Haouaria bat le Club sportif de Hammam Lif (3-0) alors que l'Avenir sportif de La Marsa bat l'Union sportive des transports de Sfax (3-2), les vainqueurs assurant leur maintien.
Les vaincus se rencontrent pour un barrage de relégation : le vainqueur joue un barrage contre le deuxième de la nationale B et le vaincu est relégué. L'Union sportive des transports de Sfax l'emporte sur le Club sportif de Hammam Lif (3-0).

## Division nationale B
Avec le retour de la Mouloudia Sport de Bousalem, six clubs participent à ce championnat. Quatre d'entre eux se qualifient pour le play-off qui aboutit au classement suivant :
- 1er : Tunis Air Club, monte en nationale A
- 2e : Fatah Hammam El Ghezaz, dispute les barrages
- 3e : Association sportive des PTT Sfax
- 4e : Étoile olympique La Goulette Kram

Boumhel Bassatine Sport et la Mouloudia Sport de Bousalem sont les deux autres clubs de la division.
Le champion, le Tunis Air Club, a pour président Lotfi Charfi, pour président de section Néjib Ben Aissa et pour entrâneur Néjib Laamiri. Son effectif se compose d'Anis Riahi (capitaine), Mourad Touati, Néjib Hamzaoui, Hamza Nagga, Hamouda Achour, Bilel Chaouachi, Mohamed Lazreg, Fayçal Laaridh, Ombila Achille, Haythem Oueslati, Moez Latrech et Rochdi Chouchène.
L'Union sportive des transports de Sfax bat Fatah Hammam El Ghezaz en barrage (3-1, 3-1) ; chacun d'eux reste dans sa division.